# Marek Skwarnicki
Marek Skwarnicki (ur. 30 kwietnia 1930 w Grodnie, zm. 12 marca 2013 w Krakowie) – polski poeta, publicysta, prozaik, felietonista, tłumacz. Wydawał pod pseudonimami: Don Kopyto; EMES; Jerzy Patkiewicz; Kij; M.S.; Marek; ms; MS; Patyk, najczęściej jednak podpisywał się jako Spodek.

## Życiorys
Urodził się jako drugie dziecko Józefa Skwarnickiego, oficera zawodowego, i Teodozji z Barańskich 30 kwietnia 1930 roku w Grodnie. Ze względu na służbę wojskową ojca w 1936 przeniósł się wraz z rodziną do Ostroga nad Horyniem, a od 1937 mieszkał w Kutnie przy ulicy Tadeusza Kościuszki 14. Po wybuchu II wojny światowej przebywał w zaprzyjaźnionym z rodziną dworze Księżostany na Zamojszczyźnie, następnie w majątku pp. Brudzyńskich Pniewo koło Żychlina i u krewnych w Błoniu pod Warszawą. Od 1940 mieszkał w Warszawie, od 1942 w internacie dla chłopców prowadzonym formalnie przez Radę Główną Opiekuńczą, a w rzeczywistości przez konspiracyjne Opiekuńcze Pogotowie Harcerek Armii Krajowej. Uczęszczał do Średniej Szkoły Handlowej i jednocześnie uczył się na tajnych kompletach gimnazjalnych. Był członkiem Szarych Szeregów. Po upadku powstania warszawskiego przeszedł przez obóz w Pruszkowie, skąd wywieziono go z matką do obozu w Mauthausen, a następnie skierowano do przymusowej pracy w gospodarstwie rolnym we wsi Schlamersdorf pod Linzem. Zwolniony z powodu choroby matki, w grudniu 1944 powrócił do kraju.
Od lutego 1945 mieszkał w Kutnie i uczęszczał do Gimnazjum i Liceum im. Jana Henryka Dąbrowskiego. Wiosną 1946 przeniósł się wraz z rodziną do Szczecina, gdzie kontynuował naukę w Gimnazjum i Liceum im. Henryka Pobożnego; w 1949 zdał maturę. Następnie do 1952 studiował bibliotekoznawstwo na Wydziale Polonistycznym Uniwersytetu Warszawskiego. Ukończył je po pierwszym stopniu (licencjat), ponieważ władze nie pozwoliły mu na kontynuację studiów na poziomie magisterskim. Jednocześnie w 1950–1951 był zatrudniony na pracach zleconych początkowo w Centralnym Urzędzie Pomiarów Kraju, później z ramienia Ministerstwa Oświaty przy porządkowaniu centralnego katalogu zaopatrzenia bibliotek publicznych w kraju. Debiutował w 1951 na łamach „Tygodnika Powszechnego” artykułem pt. „O optymizmie wiary”, będącym głosem w dyskusji na temat powieści katolickiej (nr 49, podpisał się jako Jerzy Patkiewicz). W 1952 podjął pracę w Bibliotece Narodowej w Warszawie, początkowo w Biurze Katalogowym, następnie w Dziale Uzupełniania Zbiorów. Zimą 1953 roku podczas wycieczki do Torunia poznał pracownicę tamtejszej biblioteki, repatriantkę z Wilna, studentkę polonistyki Zofię Korbutt. Od 1954 pracował w nowo powstałym Instytucie Książki i Czytelnictwa Biblioteki Narodowej. 21 lipca 1954 zawarł cywilny związek małżeński z Zofią Korbutt, a 8 sierpnia ślub kościelny w kościele Najświętszej Maryi Panny w Toruniu.
W 1955 został współredaktorem pism „Bibliotekarz” i „Poradnik Bibliotekarza”. 14 kwietnia 1956 roku w Toruniu przyszło na świat pierwsze dziecko państwa Skwarnickich – Maria. W tym samym roku Skwarnicki uczestniczył w zebraniach Klubu Krzywego Koła. W tym okresie rozpoczął twórczość poetycką; pierwsze wiersze pt. „Lustro”, „Rok 1952” i „W telewizorze ściany” opublikował w „Tygodniku Powszechnym” w 1957 roku. W tymże roku redaktor naczelny „Tygodnika Powszechnego” zaproponował Skwarnickiemu napisanie recenzji z książki kardynała Stefana Wyszyńskiego pt. „Duch pracy ludzkiej”. Po ukazaniu się recenzji cała PRL-owska prasa napadła na jej autora i na „Tygodnik”. W noc sylwestrową 1957/1958 przyszło na świat w Warszawie drugie dziecko – syn Tomasz. W lutym 1958 przeniósł się wraz z rodziną do Krakowa, by podjąć pracę w redakcji „Tygodnika Powszechnego”. Początkowo redagował rubrykę interwencyjno-satyryczną pt. „Bez ogródek”, w której umieszczał felietony pod pseudonimem Spodek, przekształconą w latach późniejszych w stałą rubrykę pt. „Felietony Spodka”. Wśród otrzymywanych od czytelniczek listów, jego uwagę zwróciły te podpisane „Filiżanka”.
16 maja 1959 roku w Krakowie przyszedł na świat syn Krzysztof. W latach 1969–1971 Marek Skwarnicki zamieszczał cykl recenzji pt. „Tele-oko” (podpisując się jako Marek, M.S., MS). Rozwijając twórczość literacką i publicystyczną, ogłaszał wiersze, fragmenty prozy, artykuły i recenzje literackie w miesięcznikach katolickich „Znak” i „Więź”. Publikował także w „Pomeranii” – Biuletynie Zrzeszenia Kaszubsko-Pomorskiego (1969 r.). W latach 1960–1961 był członkiem grupy poetyckiej Muszyna, związanej z wychodzącym od stycznia 1957 studenckim dwutygodnikiem „graficzno-literackim” „Czarno na białym” od 3 numeru ukazującym się jako „Zebra”.

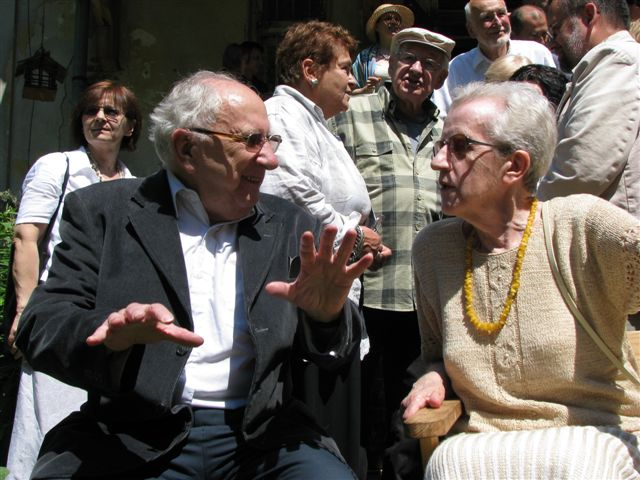
Marek Skwarnicki w rozmowie z Józefą Hennelową, Goszyce, 22 czerwca 2008 r.

Od 1962 należał do Związku Literatów Polskich (do rozwiązania Związku w 1983). Na początku lat 60. poznał metropolitę krakowskiego Karola Wojtyłę, który zjawił się w redakcji Tygodnika Powszechnego chcąc opublikować swoje poezje. Marek Skwarnicki zajął się redakcją tych tekstów i do końca życia papieża współpracował z nim przy publikowaniu twórczości poetyckiej, jeżdżąc w tym celu również do Rzymu i znajdując w nim doskonałego rozmówcę na tematy związane ze znaczeniem słowa i poezji. W swoich rozmowach o poezji poruszali często problem komunikowania się ludzi za pośrednictwem poezji, której nie może zastąpić ani język nauk ścisłych, ani filozofia czy literatura.
W 1964 Marek Skwarnicki odbył pierwszą kilkumiesięczną podróż do Stanów Zjednoczonych; opublikował wówczas w „Tygodniku Powszechnym” cykl reportaży pt. „Amerykańskie wakacje”. W 1968 otrzymał nagrodę Fundacji im. Kościelskich w Genewie, a w 1969 nagrodę poetycką im. Andrzeja Bursy, przyznawaną przez Krakowską Grupę Literacką „Barbarus”. W 1969 przebywał we Fryburgu w Szwajcarii, gdzie podjął pracę w sekretariacie Rady Międzynarodowego Ruchu Intelektualistów Katolickich „PAX Romana” (Mouvement International des Intellectueles Catholiques); w 1970 został członkiem Rady, a w 1975 wiceprezesem tej organizacji. Kontynuował twórczość literacką, publikował wiersze, prozę i przekłady z poezji angielskiej, m.in. w „Poezji”, „Życiu Literackim” i „Twórczości”. W 1969 wszedł w skład kolegium redakcyjnego „Znaku”. W 1971–1972 był stypendystą International Writing Program University of Iowa w USA. Od 1976 był członkiem polskiego PEN Clubu. W 1975 został członkiem Komitetu Łączności Forum Europejskiego Narodowych Komisji Apostolstwa Świeckich (Laikatu), gdzie pracował do 1984 roku. W latach 1977–1984 był członkiem Papieskiej Rady do Spraw Laikatu. W 1977 otrzymał odznakę „Za Pracę Społeczną dla miasta Krakowa”. W latach 1979–1990 pracował w Komisji ds. Apostolstwa Świeckich Episkopatu Polski. W latach 80. i 90. pełnił funkcję członka Rady Duszpasterstwa Archidiecezji Krakowskiej. W 1978-2000 odbył pięć międzykontynentalnych (do Meksyku, Filipin, Japonii, Kanady i Australii) i pięć europejskich podróży z papieżem Janem Pawłem II jako redaktor Tygodnika Powszechnego, akredytowany przy Biurze Prasy Watykanu. W 1980 został wiceprezesem Oddziału Krakowskiego Związku Literatów Polskich. 23 sierpnia 1980 roku dołączył do apelu 64 uczonych, pisarzy i publicystów do władz komunistycznych o podjęcie dialogu ze strajkującymi robotnikami. W 1982 otrzymał nagrodę Premio International di Poesia, przyznawaną we włoskim mieście Marineo. W 1989 wchodził w skład komitetu założycielskiego Stowarzyszenia Pisarzy Polskich, którego następnie został członkiem. W 1990 otrzymał nagrodę Fundacji Nelli i Władysława Turzańskich z Toronto za całokształt twórczości ze szczególnym uwzględnieniem poezji. Po przejściu na emeryturę w 1992 kontynuował współpracę z Tygodnikiem Powszechnym. Drukował także w „Więzi” oraz w „Znaku”. Ponadto redagował stałe rubryki w czasopismach „Pielgrzym” i „Związkowiec”, ukazujących się w Toronto. Do śmierci mieszkał w Krakowie.
W latach 1970–75 Marek Skwarnicki opracował na podstawie tłumaczenia filologiczno-naukowego poetycki przekład psalmów na potrzeby posoborowej reformy liturgicznej. Przekład ten został zatwierdzony przez Konferencję Episkopatu Polski i wprowadzony do liturgii mszalnej w postaci psalmów responsoryjnych, a także do Liturgii Godzin.
W kwietniu 2006 r., za tom poezji Wygnani z raju, który ukazał się nakładem krakowskiego wydawnictwa Biały Kruk, został uhonorowany Nagrodą Krakowska Książka Miesiąca.

## Twórczość
Wydał następujące zbiory poezji:
- „Papierowy dzwon” 1961
- „Rdza” 1967
- „Cierń” 1971
- „Wiersze wybrane” 1974 – zawiera wiersze z tomów poprzednich oraz nowe z lat 1971–1973
- „Zmierzch” 1979
- „Poza czasem” 1982 – zawiera m.in. cykle: Pieśni pokutne, Hymny do Matki Bożej Kalwaryjskiej oraz Akathistos polski. Hymn ku czci Bogurodzicy.
- „Spotkamy się w słońcu. Wiersze z lat 1956-1985” 1989
- „Intensywna terapia” 1993
- „Pieśni” 1993 – zawiera cykle” Za mało kochałem Cię Panie...; Idziemy za Tobą Matko...; Pieśni świętych, Pieśni mszalne; Pieśni pokutne; Akathistos polski.
- „Początek świata” 1997
- „Wiersze Warszawskie powstałe 1956–1957" 2000
- „Ptaki” 2002

Dorobek prozatorski Skwarnickiego
Powieści i opowiadania:
- „Marcin” z 1967 roku, wyróżniona przez M. Danielewiczową, K. Jeleńskiego, T. Nowakowskiego, R. Palestra i K. Wierzyńskiego na antenie Radia Wolna Europa jako trzecia książka roku 1967.
- „Wesele w Sioux City” 1974
- „Spotkanie w Lozannie” 1977

Utwory dramatyczne dla dzieci:
- Skarby króla Dropsa (prapremiera Teatr Lalki i Aktora „Baj pomorski” Toruń 1962)
- W krainie Filatelii (prapremiera teatralna Teatr Lalki i Aktora „Kaperek” Rzeszów 1972)
- Czarny rycerz Zawisza (prapremiera Teatr Lalki i Aktora „Baj pomorski” Toruń 1970)

Felietony:
- Szkoła mędrców 1972
- Co trwa, co przemija 1995

Dzienniki:
- „Dziś ciężka noc. Dziennik 1982”, 1989
- „Dzienniki 1982–1990”, 1998

Wspomnienia:
- „Minione a bliskie” 1999
- „Mój Miłosz” 2004
- „Czas ucieka, wieczność czeka” 2007
- „Sen o wolności” 2009

Publicystyczne książki o Janie Pawle II i jego pontyfikacie:
- „Podróże po Kościele” 1983, 1990
- „Australijska wiosna” 1988 – Reportaże z pielgrzymki Jana Pawła II do Australii
- „Papież w górach” 1998
- „Listy do Ojca Świętego” 2001
- „Jan Paweł II” 2002 – monografia
- „Niezapomniane lata 1978-2003” 2003
- „Czas bólu i radości. Listy do Ojca Świętego - część II” 2003
- „Z papieżem po świecie” 2005
- „Requiem dla Jana Pawła II” 2005
- „Namiot Karola Wojtyły” 2009
- „Ogród wiary. Listy do Ojca Świętego” 2010

Utwory o tematyce religijnej:
- „Franciszek z Asyżu” oratorium 1976
- „Misterium – utwór dramatyczny w trzech częściach z epilogiem” 1982
- „Wśród kalwaryjskich tajemnic. Hymny. Pieśni. Rozmyślania” 1987
- „Myśli Maryjne” 1994 – rozmyślania religijne
- „Kościół żywy” 1997 – teksty pogadanek wygłoszonych na antenie Polskiego Radia w latach 1992-94.
- „Tajemnice Ziemi Świętej” wraz z Adamem Bujakiem, 2005
- „Przyciskam krzyż do serca. Drogi krzyżowe i pasyjne medytacje” wraz z Leszkiem Aleksandrem Moczulskim, 2006
- „Tajemnica różańca” 2007
- „Wysławiajmy Pana. Hymny - pieśni - oratoria” 2008
- „Księga pociechy: Modlitwy dla chorych” 2011

Skwarnicki jest autorem opublikowanej w 2002 roku książki biograficznej „Jan Paweł II”, której pierwszy egzemplarz przesłał papieżowi. Otrzymał wówczas od niego list, w którym znalazły się m.in. te słowa: „... Bardzo dziękuje Autorowi książki Jan Paweł II za ten ciepły jeszcze egzemplarz, którego niestety nie mógł sam wręczyć osobiście (po ciężkiej operacji Skwarnicki przebywał w szpitalu). Chętnie porozmawiałbym na interesujące nas tematy, np. o poezji...”. Wielką przygodą współpracy poetyckiej Skwarnickiego i Ojca Świętego stała się praca nad wydaniem poezji Jana Pawła II, która ukazała się pt. „Tryptyk Rzymski”. Zaczęła się, kiedy ten pierwszy otrzymał ręcznie napisany list z Watykanu z datą 30 września 2002 r., do którego papież dołączył tekst swoich poezji. W liście czytamy m.in.: „Drogi Panie Marku! Niech Pan będzie łaskaw rzucić okiem na teksty, które mu zostaną przekazane. Nie wiem czy ma to coś wspólnego z poezją, od której właściwie odszedłem, ale która od czasu do czasu wciąż mnie kusi”. Marek Skwarnicki został zaproszony do Rzymu, gdzie znalazł się 19 listopada 2002. roku. Wcześniej przesłał coś w rodzaju recenzji o tekstach poetyckich przesłanych przez papieża. W Watykanie sześć razy rozmawiali o poezji, przeważnie przy posiłkach, a spotkania te nie trwały krótko. W czasie pierwszego spotkania Skwarnicki otrzymał nieznane mu wcześniej „Posłowie” z dramatycznymi słowami skierowanymi do kardynałów przyszłego konklawe, które się zbierze w Kaplicy Sykstyńskiej na tle Sądu Ostatecznego, „... wizji, którą Michał Anioł pozostawił. Tak było w sierpniu, a potem w październiku pamiętnego roku dwóch konklawe, i tak będzie znów, gdy zajdzie potrzeba, po mojej śmierci. Trzeba, by przemawiała do nich wizja Michała Anioła”. To wspaniałe dzieło malarskie musiało wywrzeć na papieżu wielkie wrażenie, skoro powołał się na nie w apelu do kardynałów. Podczas następnego spotkania padło pytanie pod adresem gościa z Polski: „No i co dalej robimy?”. „Drukujemy” – odpowiedział stanowczym tonem Marek Skwarnicki, co go samego zdziwiło. Później Papież dodał jeszcze fragment tekstu łacińskiego znad bramy wadowickiego gimnazjum. Na koniec uzgodniono pełny tytuł, a dodatek rzymski to propozycja Skwarnickiego, by odróżnić poezje poprzednie, głównie tworzone w Polsce, od Tryptyku powstałego w Rzymie. Skwarnicki zastrzega, że był tylko redaktorem tekstu papieża.
Z okazji 30-lecia powstania PRL został odznaczony w 1974 roku. Pośmiertnie w marcu 2013 r. za wybitne zasługi dla polskiej kultury, za osiągnięcia poetyckie i prozatorskie, za wieloletnią pracę dziennikarską w „Tygodniku Powszechnym” i „Znaku” oraz krzewienie wartości chrześcijańskich związanych z myślą i nauczaniem Jana Pawła II został postanowieniem prezydenta Bronisława Komorowskiego odznaczony Krzyżem Oficerskim Orderu Odrodzenia Polski

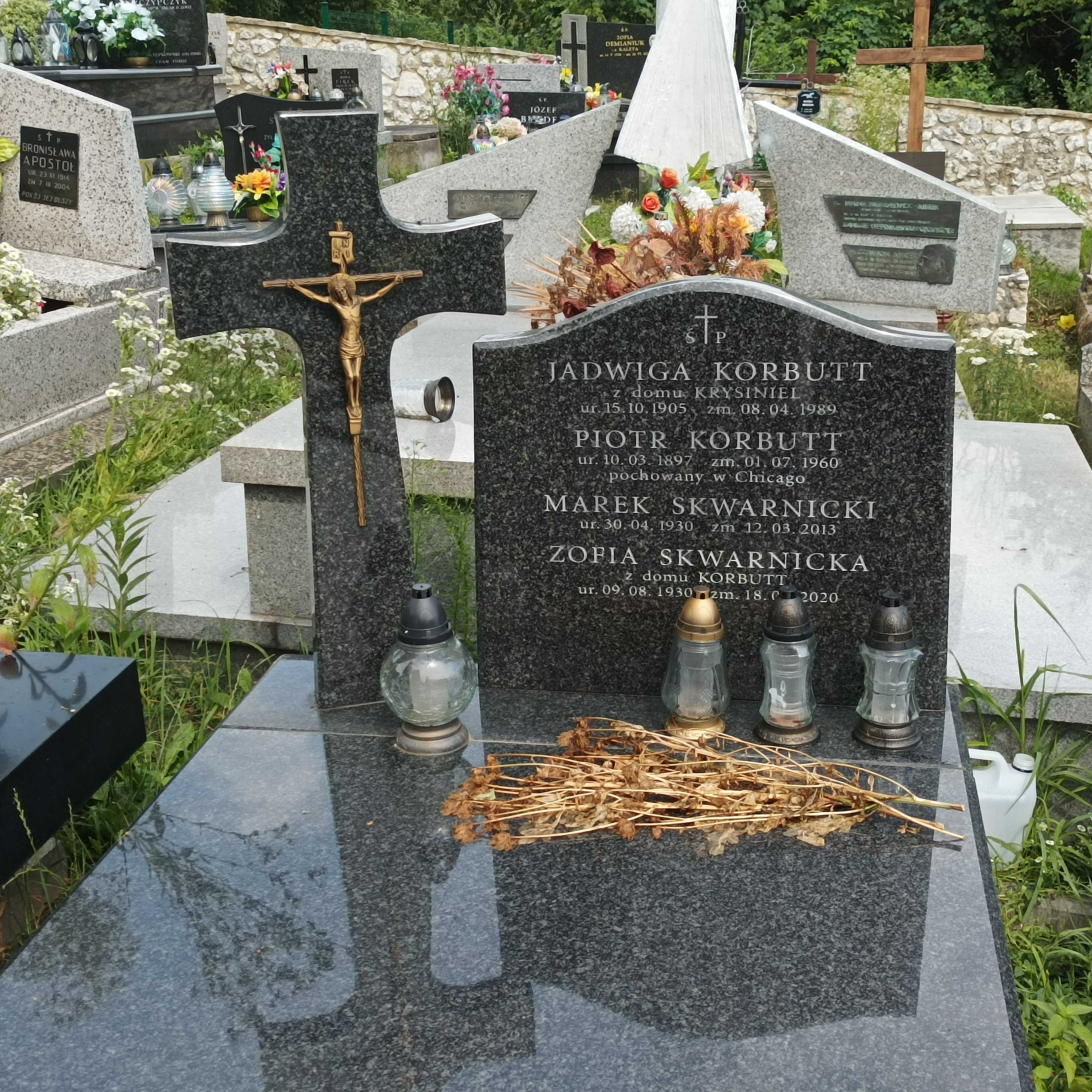
Grób Marka Skwarnickiego na cmentarzu w Tyńcu